# NGC 382
NGC 382 é uma galáxia elíptica (E) localizada na direcção da constelação de Pisces. Possui uma declinação de +32° 24' 12" e uma ascensão recta de 1 horas, 07 minutos e 23,9 segundos.
A galáxia NGC 382 foi descoberta em 4 de Novembro de 1850 por William Parsons.